# Arzacq-Arraziguet
Arzacq-Arraziguet es una comuna francesa situada en el departamento de Pirineos Atlánticos, en la región de Nueva Aquitania.

## Demografía
| 958 | 917 | 865 | 826 | 807 | 889 | 1000 | 1054 |
| Para los censos de 1962 a 1999 la población legal corresponde a la población sin duplicidades (Fuente: INSEE [Consultar]) |     |     |     |     |     |      |      |